# Blandine Ebinger

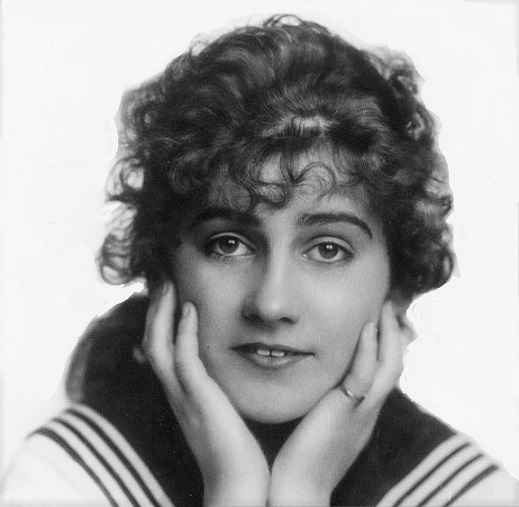
Blandine Ebinger (um 1920). Fotograf: Alexander Binder.

Blandine Franzisca Ebinger (eigentlich Blandine Hassenpflug-Ebinger, geborene Blandine Franzisca Loeser; * 4. November 1899 in Zehlendorf; † 25. Dezember 1993 in Berlin) war eine deutsche Schauspielerin, Chansonsängerin und Liedermacherin.

## Leben

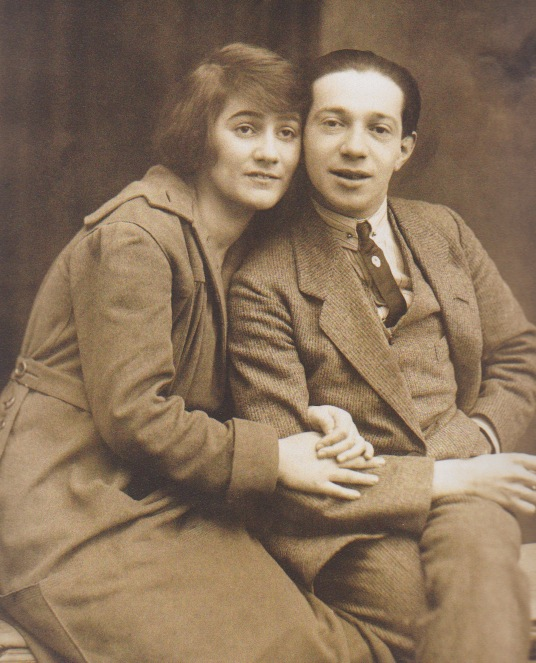
Blandine Ebinger und Friedrich Hollaender, Anfang der 1920er-Jahre. Fotografie: Zander & Labisch.

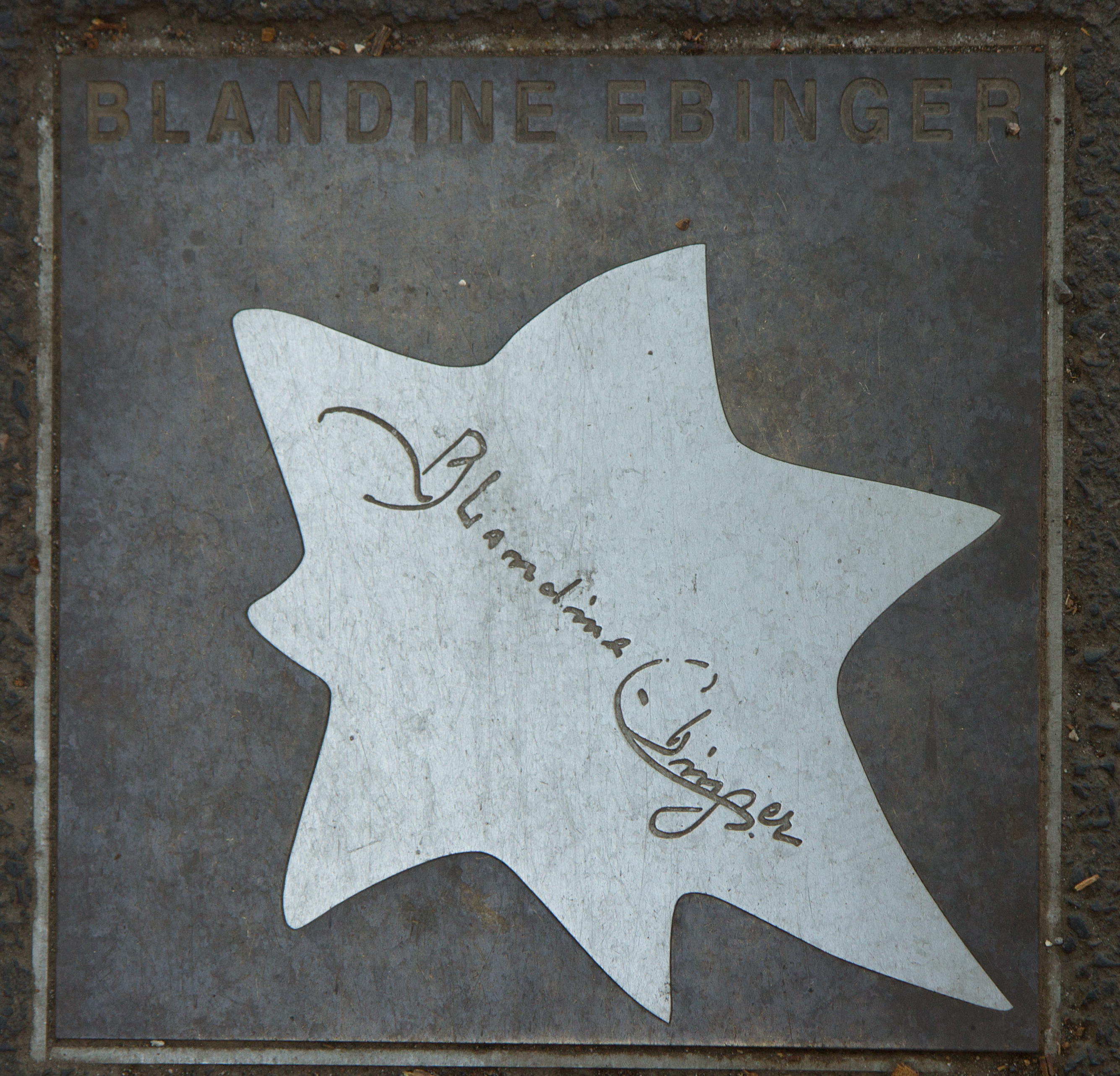
Stern auf dem Walk of Fame des Kabaretts in Mainz

Sie wurde als Tochter der Schauspielerin Margarethe Ebinger, geb. Wezel (1878–1957), und des Pianisten Gustav Loeser in der elterlichen Wohnung an der Königstraße 15 in Zehlendorf geboren. Der promovierte Arzt Ernst Ebinger wurde später ihr Stiefvater.
Ebinger begann ihre schauspielerische Laufbahn bereits als Siebenjährige am Leipziger Schauspielhaus, wo sie den Klein Eyolf darstellte. Danach spielte sie regelmäßig Kinderrollen im Theater. Bereits als junges Mädchen sang sie in Berliner Cabarets wie Schall und Rauch und Größenwahn und gab als 17-Jährige ihr Debüt im deutschen Stummfilm. Ihre Filmlaufbahn sollte am Ende 70 Jahre lang währen. 1919 heiratete sie den Komponisten Friedrich Hollaender und wurde 1926 wieder geschieden. Hollaender schrieb für sie den Liederzyklus Lieder eines armen Mädchens. In den 1920er-Jahren zählte sie zu den großen Stars der Cabaret- und Chansonszene Berlins. Sie sang Lieder von Klabund und Balladen von Walter Mehring im Kabarett der Komiker und gab dem sozialen Elend im Berlin am Ende der Weimarer Republik eine Stimme. 1933 wurde sie von ihrem Stiefvater adoptiert und nahm den Namen Ebinger an. Im selben Jahr übernahm sie die Leitung des Tingel-Tangel-Theaters und weiterhin kleinere Rollen in Filmen, ehe sie 1937 in die USA emigrierte. Dort konnte sie jedoch nicht Fuß fassen und erhielt in Hollywood nur wenige Kleinrollen.
Im Jahr 1946 kehrte sie nach Europa zurück und trat bis 1947 am Schauspielhaus Zürich auf. 1948 kam sie nach Berlin zurück, wo sie am Hebbel-Theater, am Schillertheater und am Renaissance-Theater spielte. Sie blieb bis Anfang der 1950er-Jahre in der DDR, wirkte in vier DEFA-Filmen und etlichen westdeutschen Kinoproduktionen mit. Ihr Hauptaugenmerk lag jedoch bei ihrer Theaterarbeit und ihren Chanson-Abenden, die die Erinnerung an das deutsche Kabarettlied der 1920er-Jahre wachhalten sollten. Bis ins hohe Alter trat sie als Sängerin auf und übernahm kleine Rollen in Film und Fernsehen. 1986 war sie in einer Episode der ZDF-Serie Ich heirate eine Familie zu sehen. Ihr ist ein Stern im Walk of Fame des Kabaretts gewidmet. Horst Königstein hielt ihre Kunst für die Nachwelt mit der vierteiligen Fernsehproduktion Blandine – eine Lebensmusik im Jahr 1988 fest. Darin trat sie ein letztes Mal im Fernsehen auf.

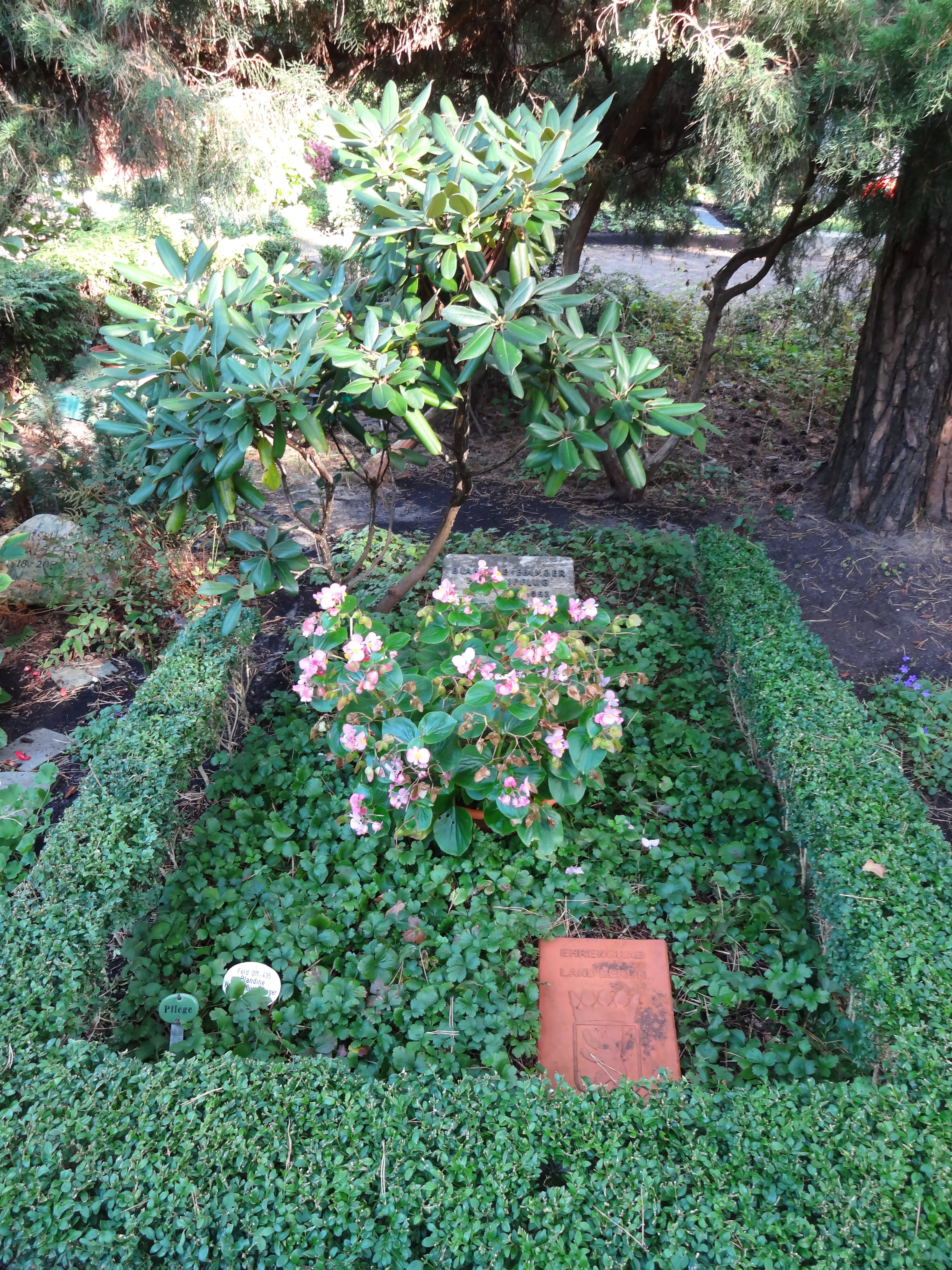
Ehrengrab von Blandine Ebinger auf dem Waldfriedhof Dahlem

Ihre Tochter Philine (1925–2005) stammte aus der ersten Ehe mit Friedrich Hollaender. Philine blieb nach der Emigration in den USA und war dort von 1941 bis 1946 mit Georg Kreisler verheiratet. Ab 1965 war Ebinger in zweiter Ehe mit dem Verleger Helwig Hassenpflug verheiratet.
Blandine Ebinger starb im Dezember 1993 im Alter von 94 Jahren in Berlin. Sie wurde auf dem Waldfriedhof in Berlin-Dahlem beigesetzt. Auf Beschluss des Berliner Senats ist die letzte Ruhestätte von Blandine Ebinger (Grablage: H-011/435) seit 1997 als Ehrengrab des Landes Berlin gewidmet. Die Widmung wurde im Jahr 2021 um die übliche Frist von zwanzig Jahren verlängert.
Der Nachlass von Blandine Ebinger befindet sich im Archiv der Akademie der Künste in Berlin.

## Filmografie (Auswahl)
Stummfilme
- 1917: Das Nachträtsel
- 1917: Der Vetter aus Mexiko – Regie: Ferry Sikla
- 1918: Der Teilhaber
- 1919: Der Dolch des Malayen
- 1919: Der Knabe in Blau – Regie: Friedrich Wilhelm Murnau
- 1919: Prinz Kuckuck – Regie: Paul Leni
- 1919: Die Gelbe Fratze
- 1921: Der Mann ohne Namen (6 Teile)
- 1921: Die Ratten – Regie: Hanns Kobe, nach den Theaterstück von Gerhart Hauptmann
- 1922: Pfui, Blandine (auch Produktion)
- 1922: Mysterien eines Frisiersalons – Regie: Bertolt Brecht und Erich Engel (Kurzfilm)
- 1923: Zwischen Abend und Morgen – Regie: Arthur Robison
- 1925: Die Blumenfrau vom Potsdamer Platz
- 1926: In der Heimat, da gibt’s ein Wiedersehn!
- 1927: Kopf hoch, Charly! – Regie: Willi Wolff
- 1927: Violantha

Tonfilme
- 1930: Cyankali – Regie: Hans Tintner
- 1932: Unheimliche Geschichten – Regie: Richard Oswald (5 Episoden)
- 1932: Das schöne Abenteuer
- 1932: Kitty schwindelt sich ins Glück – Regie: Herbert Juttke
- 1932: Gitta entdeckt ihr Herz
- 1933: Kleiner Mann – was nun? Regie: Fritz Wendhausen
- 1934: Die Liebe siegt
- 1934: Da stimmt was nicht – Regie: Hans H. Zerlett
- 1935: Es flüstert die Liebe – Regie: Géza von Bolváry
- 1935: Frischer Wind aus Kanada
- 1936: Mädchen in Weiß – Regie: Victor Janson
- 1937: Der Lachdoktor – Regie: Fred Sauer
- 1937: Der Biberpelz nach Gerhart Hauptmann – Regie: Jürgen von Alten
- 1937: Der Berg ruft! – Regie und Hauptrolle: Luis Trenker
- 1945: Prison Ship
- 1948: Affaire Blum – Regie: Erich Engel
- 1950: Mord in Belgesund (Fünf unter Verdacht)
- 1950: Saure Wochen – Frohe Feste
- 1950: Epilog – Das Geheimnis der Orplid – Regie: Helmut Käutner
- 1950: Die Treppe – Regie: Alfred Braun und Wolfgang Staudte
- 1951: Das Beil von Wandsbek – Regie: Falk Harnack
- 1951: Der Untertan nach Heinrich Mann – Regie: Wolfgang Staudte
- 1954: Das ideale Brautpaar – Regie: Robert A. Stemmle
- 1954: Ännchen von Tharau – Regie: Wolfgang Schleif
- 1954: Verrat an Deutschland
- 1955: Vatertag – Regie: Hans Richter
- 1955: Meine Kinder und ich
- 1955: Solang’ es hübsche Mädchen gibt – Regie: Arthur Maria Rabenalt
- 1956: Die Stimme der Sehnsucht – Regie: Thomas Engel
- 1958: Fräulein – Regie: Henry Koster
- 1958: Mädchen in Uniform – Regie: Géza von Radványi
- 1959: Alle Tage ist kein Sonntag – Regie: Helmut Weiss
- 1959: Und das am Montagmorgen
- 1960: Der letzte Fußgänger – Regie: Wilhelm Thiele
- 1960: Der Tod im Apfelbaum – Regie: Wilhelm Semmelroth
- 1960: Der letzte Zeuge – Regie: Wolfgang Staudte
- 1961: Der Lügner – Regie: Ladislao Vajda
- 1962: Bekenntnisse eines möblierten Herrn
- 1962: Liebe will gelernt sein
- 1964: Der gelbe Pullover – Regie: Karlheinz Bieber (Fernsehfilm)
- 1970: Wir – zwei – Regie: Ulrich Schamoni
- 1971: Der Teufel kam aus Akasava – Regie: Jesus Franco
- 1972: Hauptsache Ferien – Regie: Peter Weck
- 1972: Tod eines Fremden
- 1985: Ein Heim für Tiere (Fernsehserie, zwei Folgen)
- 1986: Ich heirate eine Familie (Fernsehserie, eine Folge)

## Theater
- 1916: Gabriela Zapolska: Die Warschauer Zitadelle (Martha Gorska) – Regie: Eugen Robert (Residenz-Theater Berlin)
- 1923: Frank Wedekind: Die Kaiserin von Neufundland (Kaiserin) – Regie: Robert Forster-Larrinaga (Münchener Kammerspiele)
- 1926: Bertolt Brecht: Baal (Johanna) – Regie: Bertolt Brecht (Deutsches Theater Berlin)
- 1926: Anton Wildgans: Armut (Tochter) – Regie: Alfred Golfar (Lustspielhaus Berlin)
- 1926: Georg Hirschfeld: Mieze und Maria (Mieze-Maria) – Regie: Emil Lind (Theater am Kurfürstendamm Berlin)
- 1926: Anton Tschechow: Onkel Wanja – Regie: Alfred Golfar (Theater in der Kommandantenstraße Berlin)
- 1927: Noël Coward: Die Ehe von Welt – Regie: Robert Forster-Larrinaga (Komödie Berlin)
- 1929: Leonhard Frank: Die Ursache (Straßenmädchen) – Regie: Hans Deppe (Deutsches Theater Berlin – Kammerspiele)
- 1930: Stefan Grossmann, Franz Hessel: Apollo, Brunnenstraße – Regie: Jürgen Fehling (Volksbühne Theater am Bülowplatz)
- 1937: Dodie Smith: Der erste Frühlingstag – Regie; Heinz Hilpert (Deutsches Theater Berlin)
- 1948: John Van Druten: So war Mama (Frau eines Totengräbers) – Regie: Peter Eisholtz (Hebbel-Theater Berlin)
- 1949: Walter Erich Schäfer: Die Verschwörung (Magda Hauff) – Regie: Boleslaw Barlog (Schlosspark Theater Berlin)
- 1949: Thomas Job: Onkel Harry (Lettie) – Regie: Frederic Mellinger (Residenz-Theater Berlin)
- 1950: Clifford Odets: Golden Boy (Engel) – Regie: Wolfgang Langhoff (Deutsches Theater Berlin – Kammerspiele)
- 1950: Gerhart Hauptmann: Michael Kramer (Liese Bänsch) – Regie: Rudolf Hammacher (Theater am Kurfürstendamm)
- 1951: Tennessee Williams: Der steinerne Engel – Regie: ? (Schlosspark Theater Berlin)
- 1952: Michael-Clayton Hutton: Die glückliche Familie (Lucie) – Regie: Kurt Raeck (Renaissance-Theater Berlin)
- 1952: Frank Wedekind: Lulu – Regie: Oscar Fritz Schuh (Schiller Theater Berlin)
- 1952: Ferdinand Raimund: Der Alpenkönig und der Menschenfeind – Regie: Oscar Fritz Schuh (Schlosspark Theater Berlin)
- 1953: Jean Anouilh: Medea – Regie: Falk Harnack (Tribüne, Berlin)
- 1955: W. Somerset Maugham: Victoria (Mrs. Montmorency) – Regie: Rudolf Schündler (Komödie am Kurfürstendamm)
- 1956: Jean Anouilh: Schloss im Mond – Regie: Willi Schmidt (Renaissance-Theater Berlin)
- 1958: Mishima Yukio: No-Spiele – Regie: Nora O’Mara (Theater an der Leopoldstraße München)
- 1959: Paul Kornfeld: Kilian oder die gelbe Rose (Frau Samson) – Regie: René Farell (Theater am Dom Köln)
- 1962: Pierre Barillet, Jean-Pierre Grédy: Die lieben kleinen Dingerchen (Madame de la Bresse Buton) – Regie: Beate von Molo (Theater unter den Arkaden München)
- 1964: W. Somerset Maugham: Caroline (Maude Folton) – Regie: Gerhard Metzner (Kleine Komödie am Max II München)
- 1965: Eugène Scribe: Das Glas Wasser – Regie: Boleslaw Barlog (Schlosspark Theater Berlin)
- 1965: Jean Giraudoux: Die Irre von Chaillot (Constance) – Regie: Günther Rennert (Residenztheater München)
- 1967: Peter Shaffer: Komödie im Dunkeln (Miss Furnival) – Regie: Harry Meyen (Komödie am Kurfürstendamm)
- 1972: Marc-Gilbert Sauvajon: Die Kinder Eduards – Regie: Christian Wölffer (Theater am Kurfürstendamm)
- 1981: Eduardo de Filippo: Italienische Hochzeit (Rosalia) – Regie: Horst Balzer (Renaissance-Theater Berlin)

## Dokumentarfilm
- Blandine – eine Lebensmusik. Dokumentarfilm, BR Deutschland, 1988, in vier Teilen je 60 Min., Buch und Regie: Horst Königstein, Produktion: NDR, Erstsendungen: 26.–29. Dezember 1988 bei NDR 3, Filmdaten von IMDb.

## Auszeichnungen
- 1961: Filmband in Gold (Beste weibliche Nebenrolle) für Der letzte Zeuge
- 1983: Verdienstkreuz 1. Klasse des Verdienstordens der Bundesrepublik Deutschland
- 1983: Wilmersdorf-Medaille
- 1983: Filmband in Gold für langjähriges und hervorragendes Wirken im deutschen Film

## Zitate
„Wie alt? Keiner weiß es! Immer steht sie als zwölfjährige Rotzneese da oben. Ihre kleine Kinderstimme plärrt wie ein verrostetes Grammophon. Eigentlich verdient diese Stimme den Namen schon nicht mehr. Ihr körperloser Kinderleib zum Umpusten dünn und mager.“

„Man könnte sie als eine rachitische Madonna bezeichnen … diese lispelnde, magere Person mit den strengen, großen Augen ist die Meisterin der Tragigroteske.“

„Wie warst Du, was Du spieltest! Wie spieltest Du, was Du warst!“

## Schriften
- „Blandine …“: von und mit Blandine Ebinger. Arche, Zürich 1985, ISBN 3-7160-2031-1 (mit Rollenverzeichnis).
- Erinnerungen der Schauspielerin und Diseuse Blandine Ebinger. Luchterhand, Hamburg 1992, ISBN 3-630-71100-6.